# Trathala delicata
Trathala delicata är en stekelart som först beskrevs av Ezra Townsend Cresson 1872.
Trathala delicata ingår i släktet Trathala och familjen brokparasitsteklar. Inga underarter finns listade i Catalogue of Life.